# Cem Anos de Rock 'n Roll
Cem Anos de Rock n' Roll é o quinto e último álbum de estúdio da banda brasileira de rockabilly João Penca e Seus Miquinhos Amestrados. Foi lançado em 1990 pela Eldorado.
A faixa "Suga-Suga" seria incluída na trilha sonora da telenovela Vamp, um ano depois.
"O Escopirão Escarlate" foi originalmente apresentado na trilha sonora do filme homônimo de 1990, no qual João Penca também fez uma participação especial.
Lulu Santos, em sua segunda colaboração com João Penca, fornece guitarras para a curta peça instrumental "Morceau".

## Covers e paródias
Todos os álbuns de João Penca apresentam covers e paródias em língua portuguesa dos anos 40 e 1950, rock and roll, rockabilly e surf music da década de 1960.
"Papa Uma-ma"
Uma paródia de "Papa-Oom-Mow-Mow" do The Rivingtons.
"O Monstro"
Uma paródia de "Do You Love Me" dos The Contours.
"Viver, Sonhar"
Uma versão de "For Your Precious Love", de Jerry Buttler.

## Faixas
| N.º | Título                                                                   | Duração |  |
| 1.  | "Papa Uma-ma" (Eat One)                                                  | 2:13    |  |
| 2.  | "Ma Beibe, Beibe"                                                        | 3:11    |  |
| 3.  | "O Guitarrista Romântico" (The Romantic Guitarist)                       | 1:10    |  |
| 4.  | "O Bom e Velho Rock n' Roll" (Good Old Rock n' Roll)                     | 4:03    |  |
| 5.  | "O Monstro" (The Monster)                                                | 3:39    |  |
| 6.  | "Suga-Suga" (Suck-Suck)                                                  | 3:40    |  |
| 7.  | "Mulheres" (Women)                                                       | 3:18    |  |
| 8.  | "Morceau" (Piece — feat. Lulu Santos)                                    | 0:32    |  |
| 9.  | "Viver, Sonhar" (To Live, to Dream)                                      | 2:45    |  |
| 10. | "Esse Meu Cabelo Rock" (This Rock Hair of Mine)                          | 2:44    |  |
| 11. | "O Escorpião Escarlate" (The Scarlet Scorpion)                           | 3:38    |  |
| 12. | "John Holmes e a Guitarra Solitária" (John Holmes and the Lonely Guitar) | 1:31    |  |

## Créditos
- Selvagem Big Abreu (Sérgio Ricardo Abreu) - vocais, violão elétrico
- Avellar Love (Luís Carlos de Avellar Júnior) - vocais, baixo
- Bob Gallo (Marcelo Ferreira Knudsen) - vocais, bateria

#### Músicos convidados
- Lulu Santos - guitarras em "Morceau"